# The Four Poster
Pour plus de détails, voir Fiche technique et Distribution.
The Four Poster est un film américain réalisé par Irving Reis, sorti en 1952.

## Fiche technique
- Titre français : The Four Poster
- Réalisation : Irving Reis
- Scénario : Alan Scott et Jan de Hartog d'après la pièce de ce dernier, The Fourposter
- Photographie : Hal Mohr
- Montage : Henry Batista
- Musique : Dimitri Tiomkin
- Producteur : Stanley Kramer
- Société de production : Stanley Kramer Productions
- Pays de production :  États-Unis
- Langue : Anglais
- Format : Noir et blanc — 35 mm — 1,37:1 — Son : Mono (Western Electric Recording)
- Genre : Comédie dramatique, Film de guerre
- Durée : 103 minutes (1 h 43)
- Dates de sortie : 
  - États-Unis : 8 octobre 1952
  - France : 28 janvier 1953

## Distribution
- Rex Harrison : John Edwards
- Lilli Palmer : Abby Edwards